# Sitsajärvet (Jukkasjärvi socken, Lappland, 753667-174313)
Sitsajärvet är en sjö i Kiruna kommun i Lappland och ingår i Torneälvens huvudavrinningsområde.